# NGC 426
NGC 426 je galaksija u zviježđu Kit.

## Vanjske poveznice
- SEDS: NGC 426